# Böhmisches Brauhaus

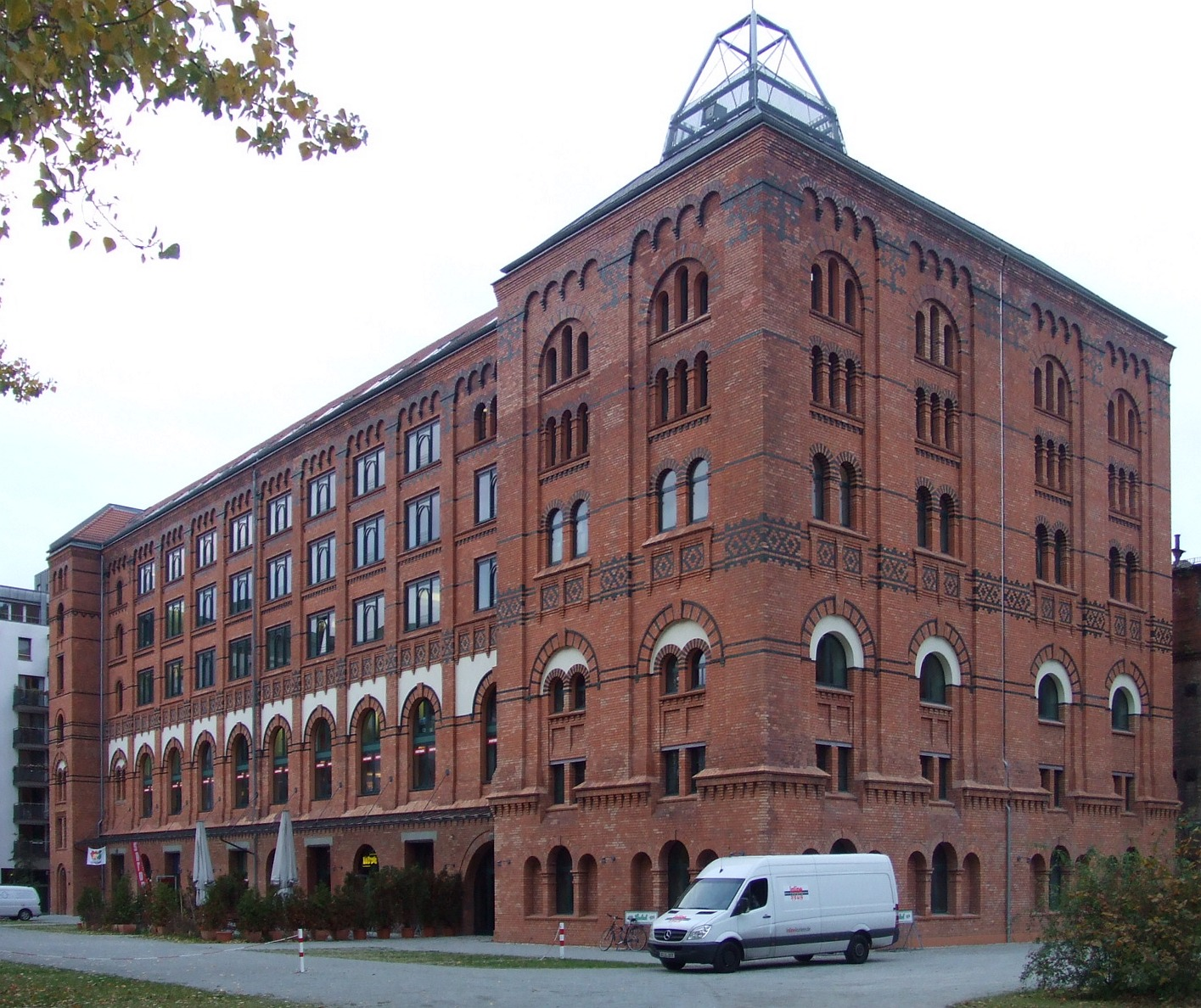
Restaurierter Teil des ehemaligen Brauhauses

Das Böhmische Brauhaus war eine Brauerei im Berliner Ortsteil Friedrichshain. Das noch erhaltene denkmalgeschützte Gebäude zwischen der Friedenstraße, der Pufendorfstraße und der Landsberger Allee besteht aus dem 2001 restaurierten und mit Büros und Gewerberäumen ausgestatteten Brauhaus. Das anliegende Sudhaus und das Maschinenhaus wurden Anfang 2015 zugunsten einer Wohnbebauung abgerissen.

## Geschichte und Unternehmen

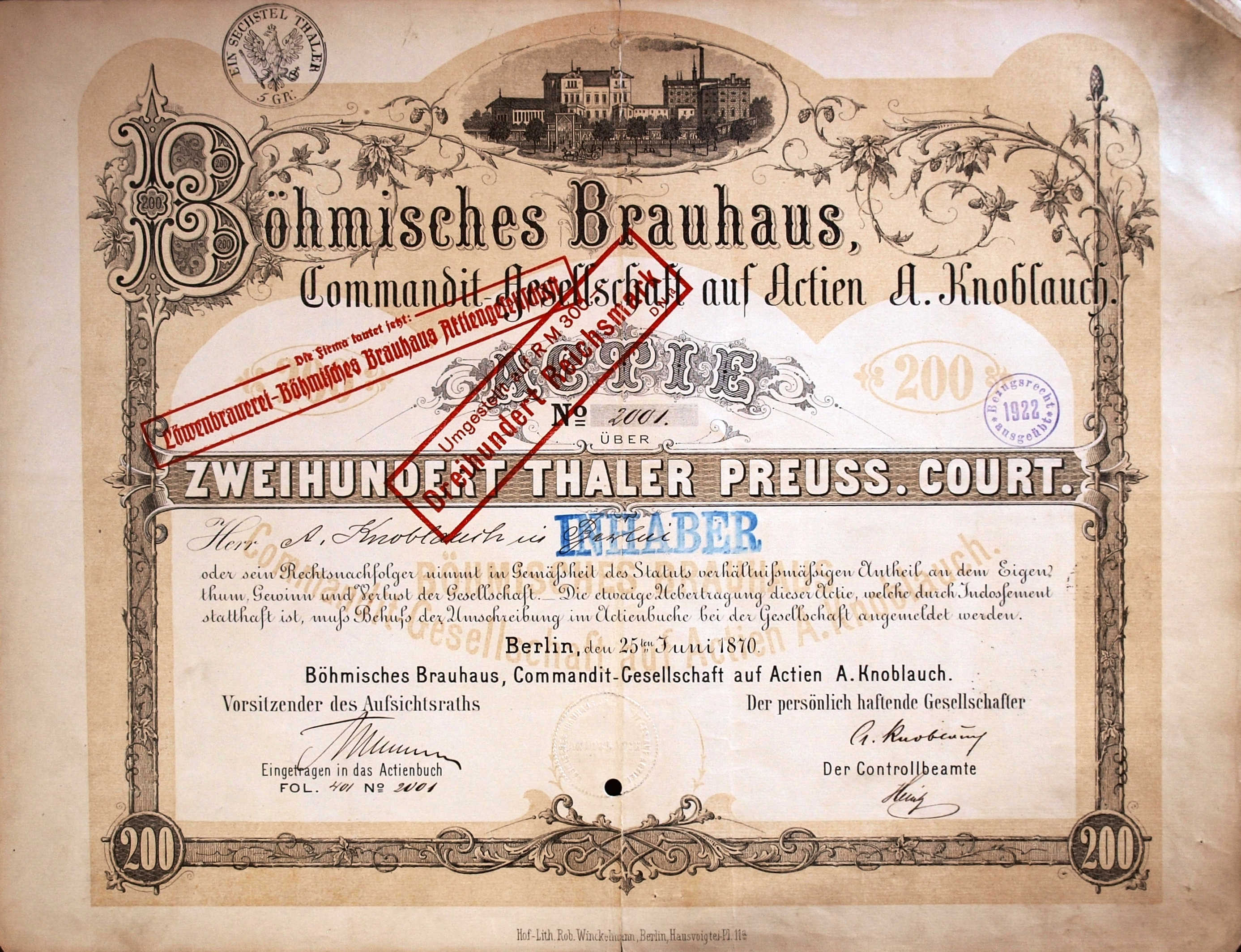
Gründeraktie der Böhmischen Brauhaus KGaA von 1870

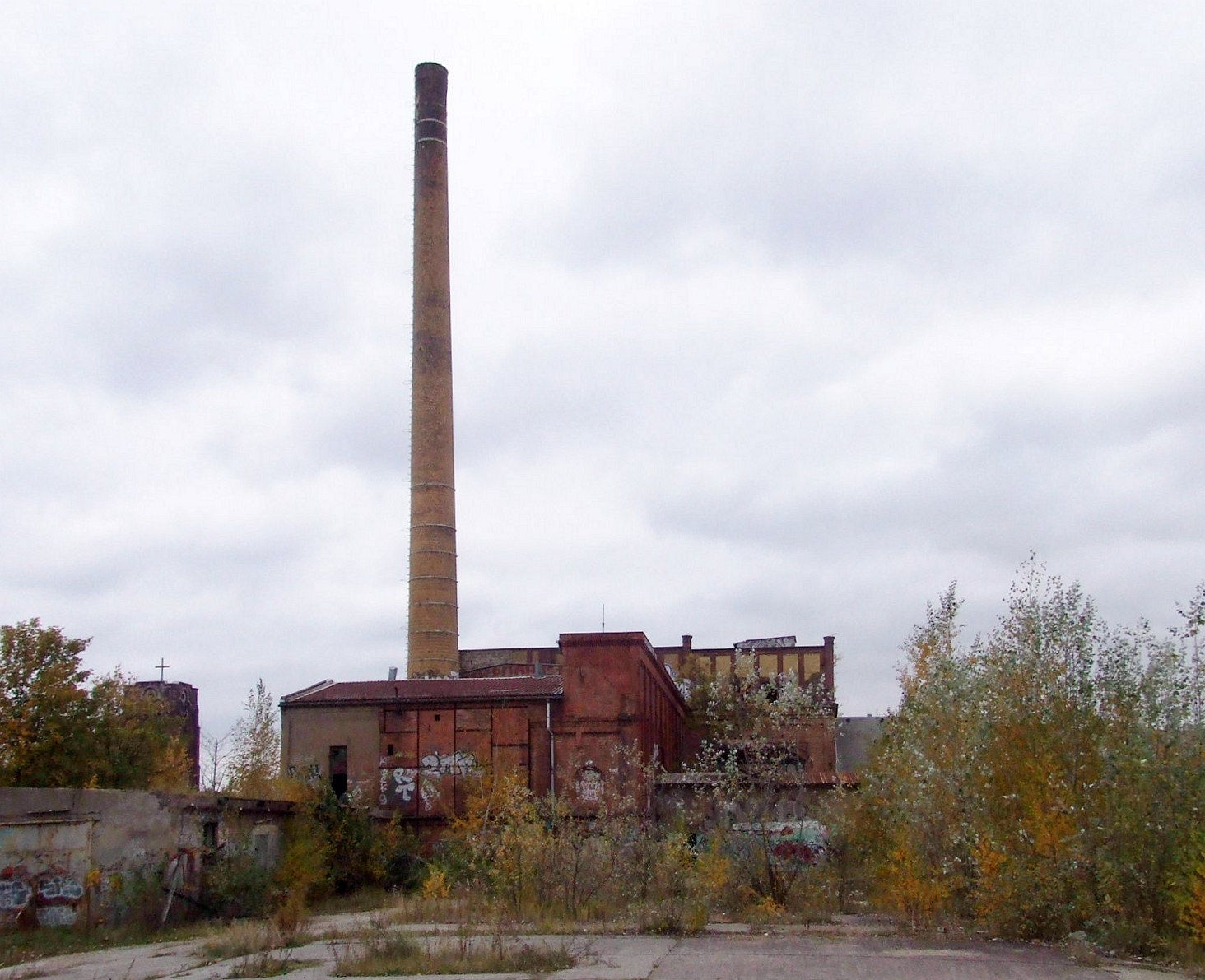
Gebäudekomplex des Sudhauses

Am 17. Juni 1868 erwarb der Berliner Jurist Armand Knoblauch (1831–1905) ein acht Morgen großes Grundstück der Frau von Lamprecht an der Landsberger Chaussee 11–13 zwischen Frieden-, Mathias- und Pufendorfstraße. Das damals außerhalb der Stadtmauer am Landsberger Tor liegende Gelände hatte noch einen völlig ländlichen Charakter. Hier erhoben sich die Höhen des Barnim mit dem Windmühlenberg und dem Friedhof der Märzgefallenen auf der gegenüberliegenden Straßenseite im Friedrichshain. Nach dem Vorbild der Anton Dreherschen Brauerei in Micholup, als deren getreue Copie das Böhmische Brauhaus konstruiert wurde, gründete er eine familiengeführte Brauerei, die zur Zeit ihres Bestehens als äußerst moderne Brauerei galt. Sie arbeitete stets mit dem Einsatz neuester Technologien. Am 16. März 1870 wurde das Unternehmen in eine Kommanditgesellschaft auf Aktien umgewandelt. Die Produktion konnte innerhalb von sieben Jahren von 20.000 auf 200.000 Hektoliter jährlich gesteigert werden, womit das Unternehmen einer der Spitzenproduzenten im Raum Berlin war. 1898 setzte das Böhmische Brauhaus das erste Biertransportauto in Berlin ein. Der tiefliegende Grundwasserspiegel ermöglichte den Bau von Kellereien, die 14 Meter und tiefer trocken in den lehmigen Baugrund eingebettet werden konnten. Der Höhenunterschied war auch für die technischen Anlagen der künftigen Brauerei hervorragend geeignet.
Um dem stetig steigenden Absatz gerecht zu werden und auch nach warmen Wintern genügend Eis zur Bierkühlung zu haben, wurde 1883 die Natureiskühlung auf eine mechanische Kälteerzeugung der Linde AG umgestellt. Im selben Jahr wurde der frühere Eiskeller nun zu gewöhnlichen Lagerräumen umfunktioniert. Während andere Brauereien nach dem ungewöhnlich milden Winter 1884 nur mit großen Kosten ihren Kältebedarf mit Natureis decken konnten, verkaufte das Böhmische Brauhaus dank ihrer Kältemaschine Eis für 50.000 Mark an andere Brauereien. 1894, dem Jahr des Streiks und großen Berliner Bierboykotts, konnte nach schweren sozialen Kämpfen der 9 1⁄2-stündige Arbeitstag in der Brauerei durchgesetzt werden.
Armand Knoblauch starb am 20. Juni 1905. Robert Nortmann trat am 1. Januar 1908 als Mitinhaber in die Firma ein und Braumeister Georg Sellge folgte im selben Jahr seinem Vorgänger Braumeister Kaden, der nach 35-jähriger Tätigkeit ausschied.
Am 10. Mai 1910 wurde das Unternehmen in eine Aktiengesellschaft umgewandelt; und fusionierte am 1. März 1922 mit der Löwenbrauerei zur Löwenbrauerei-Böhmisches Brauhaus AG. Die bisherigen Geschäftsinhaber Robert Nortmann, Richard und Max Knoblauch bildeten auch den Vorstand der neuen Gesellschaft. Kommerzienrat Bernhard Knoblauch ging in den Aufsichtsrat und blieb dort bis zu seinem Tod am 12. November 1927. Die technische Leitung übernahm Direktor Sellge, der seit 1914 dem Vorstand der alten Böhmisches Brauhaus AG angehört hatte. Gebraut wurden die Marken Löwen-Böhmisch Urgold, Löwen-Böhmisch Export, Löwen-Böhmisch Caramel, Löwen-Böhmisch Bock und als vornehmstes Bier das Pilsator. Die Produktion konnte bis 1938 auf 420.000 Hektoliter gesteigert werden.
Der Betrieb wurde nach dem Zweiten Weltkrieg und der Enteignung der in Ost-Berlin gelegenen Brauereifilialen in die 1926 übernommene Bergschloss-Brauerei in West-Berlin verlegt. 1978 übernahm die Schultheiss-Brauerei das Löwenbrauerei-Böhmisches Brauhaus und legte es still.

## Sudhaus, Lager, Maschinenhaus

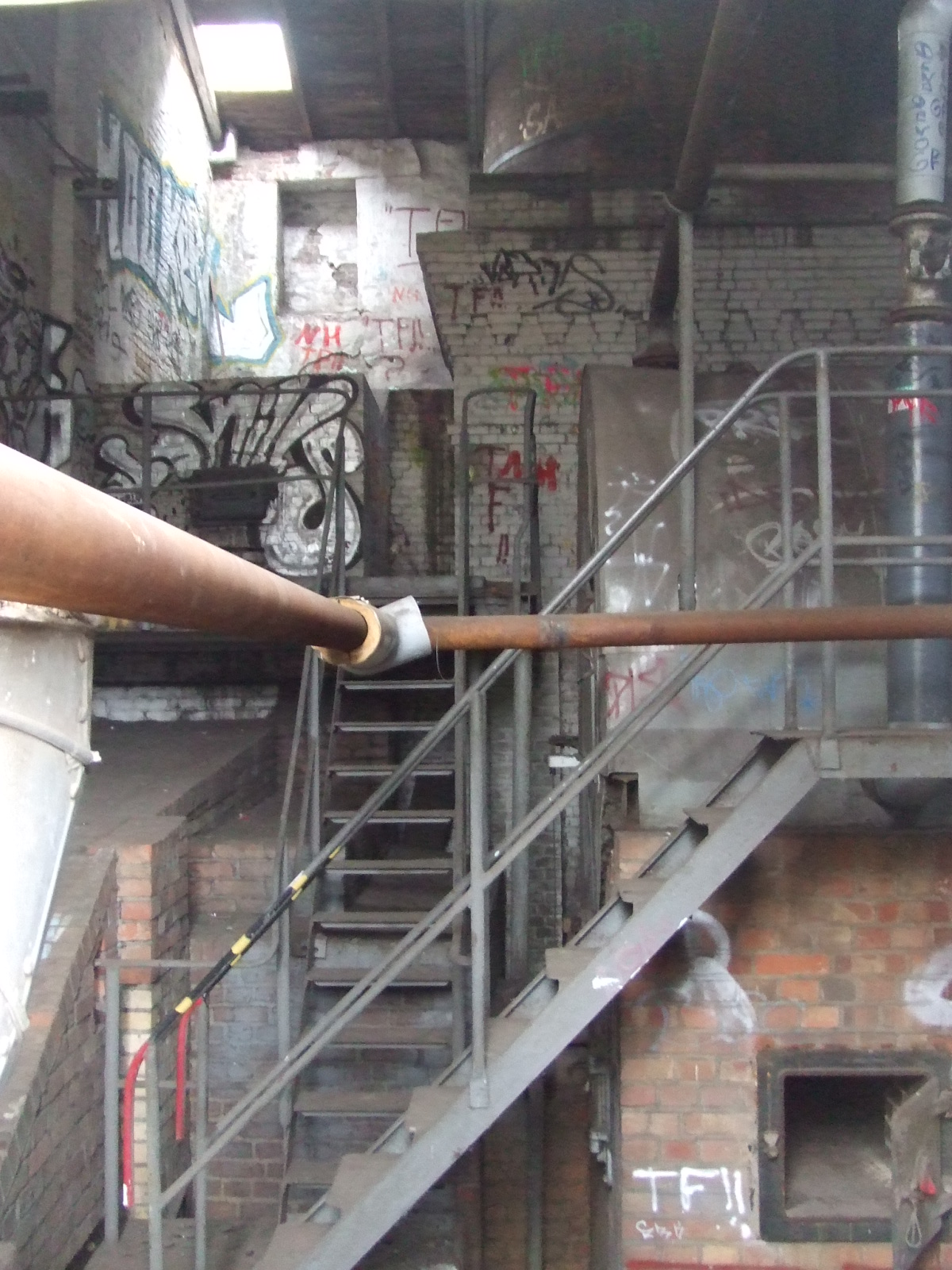
Maschinenhaus

Das Sudhaus wurde 1868/1869 errichtet. Die weiteren Gebäude der Brauerei kamen in den 1870er und 1880er Jahren hinzu. Dazu gehören drei miteinander verbundene zwei- und dreigeschossige Kellergewölbe mit einer Fläche von mehr als 3000 Quadratmetern, die zuerst überwiegend als Eiskeller dienten.
Ende des 19. Jahrhunderts war die Adresse der Brauerei Landsberger Allee 11–13.

## Mälzerei
1893 erwarb die Brauerei das angrenzende südliche Grundstück zur Friedenstraße, worauf 1898/99 eine fünfgeschossige pneumatische Mälzerei nach Plänen des auf Brauereien spezialisierten Architekten Arthur Rohmer erbaut wurde. Die Architektur der Wand- und Fenstergestaltung besteht aus einer mit teilweise schwarz glasierten Ziegelornamenten aufwendig ausgearbeiteten, neoromanischen Fassadengliederung mit Rundbogenfriesen und Blendarkaden. Da sich das Gebäude auf einem Geländevorsprung mit einem Höhenunterschied von bis zu zehn Metern befand, wies es zur Friedenstraße fünf beziehungsweise sechs und zum Betriebshof nach Nordosten nur drei Geschosse auf, deren untere beiden in den doppelgeschossigen Keller übergingen. So bestand ein ebenerdiger Zugang zu den Lagerkellern, was zu Betriebszeiten die Transportarbeiten erleichterte.
Mehrere Brände sowohl im Unter- als auch im Obergeschoss führten – bis zum Abriss 2015 – zu größeren Schäden an Teilen des Gebäudes.

## Umnutzung der brauereitypischen Gebäude nach 1945
Nach dem Zweiten Weltkrieg wurde in dem stark beschädigten Komplex kein Bier mehr erzeugt. Die Berliner Weingroßkellerei betrieb im Lagerkeller 1952 bis 1992 das größte Weinlager der DDR. Im Mälzereigebäude befand sich ein Lager des Großhandelskontor Schuhe. In den 1970er Jahren wurden auf dem Gelände mehrere Werkstätten und Lagerflächen eingerichtet sowie ein Umspannwerk gebaut.

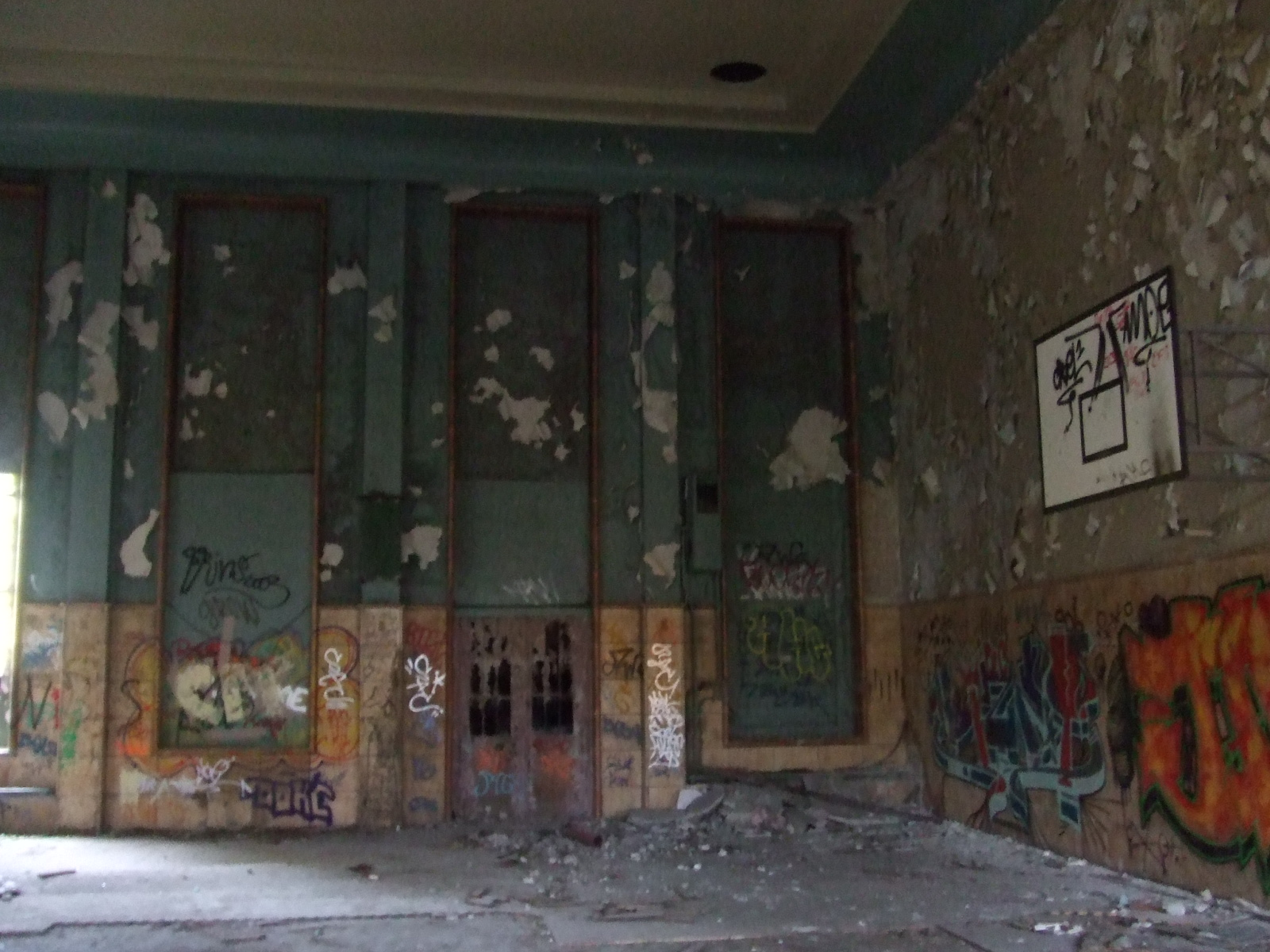
Sporthalle

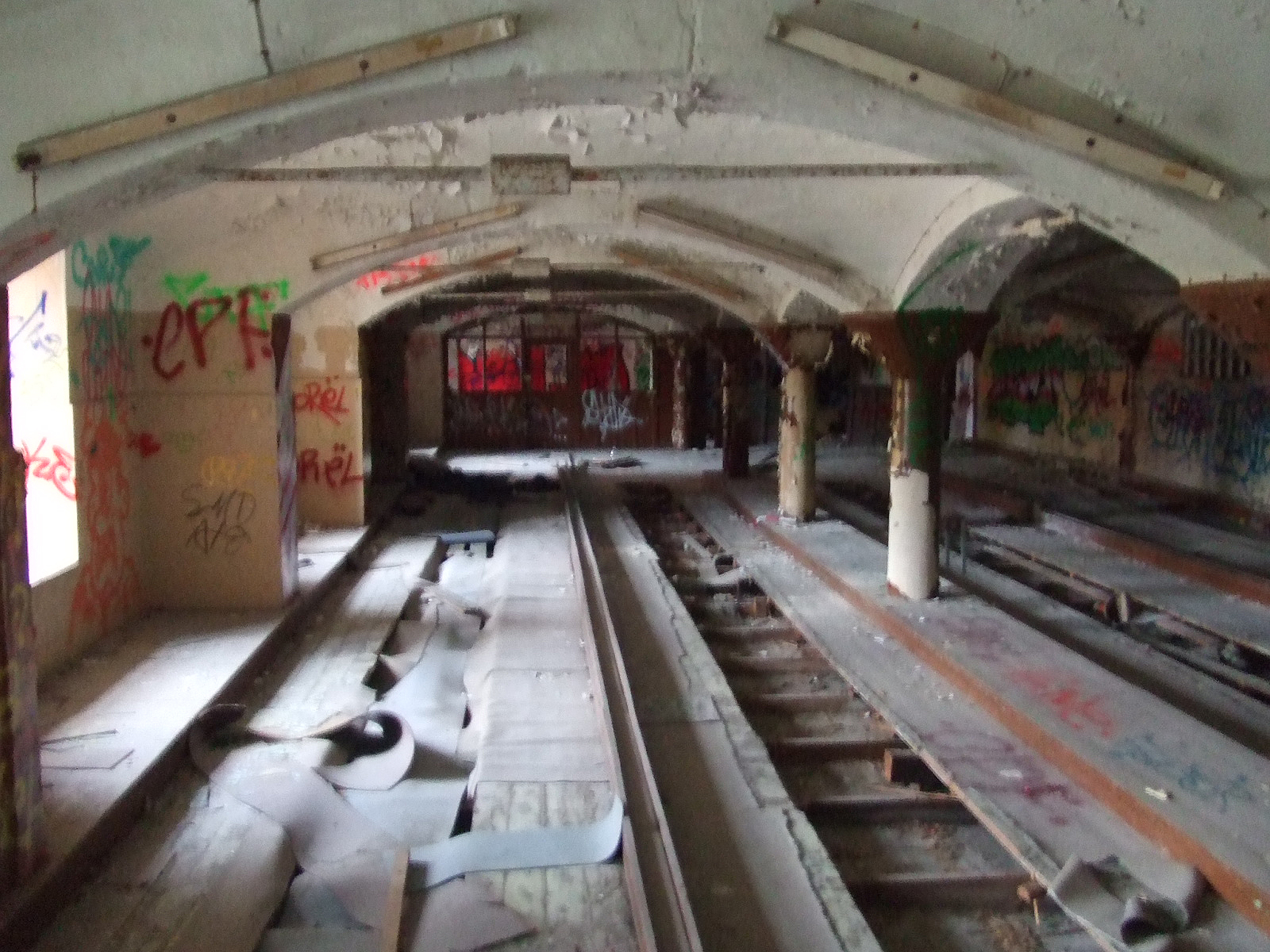
Kegelbahn

Das ehemalige Sudhaus war unter anderem erster Sitz des 1952 gegründeten Sportvereins SG Empor Brandenburger Tor 1952. Bis 1978 wurden zwei Sporthallen mit Unterstützung des Magistrats und der Trägerbetriebe ausgebaut. Im November 1990, ein Jahr nach dem Fall der Mauer, eröffnete eine neue Asphalt-Kegelbahn. Insgesamt umfasste die Sportanlage eine Leichtathletikhalle, eine Turnhalle, eine Ballspielhalle, einen Tischtennisraum, einen Billardraum, zwei Kegelanlagen (Bohle und Asphalt), eine Leichtathletik-Kleinanlage, Umkleide- und Duschräume, eine Sauna, Kulturräume, Bettenräume und Verwaltungsräume.
Nach der politischen Wende gingen die Sportstätten in das Eigentum der Treuhandanstalt über und wurden Ende 1990 vom Bezirksamt Friedrichshain übernommen. Genutzt wurden sie bis 2001.

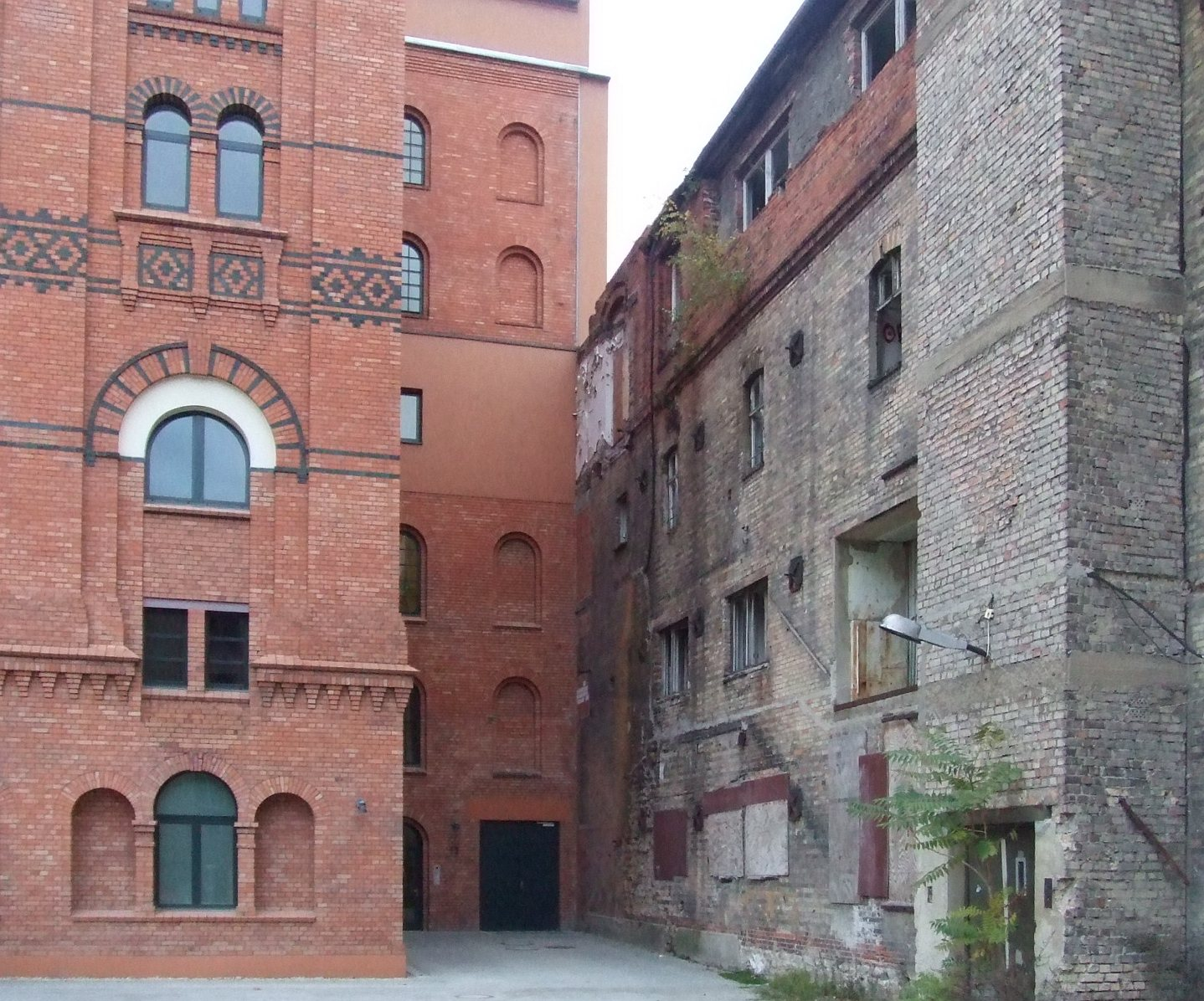
Restaurierter und unrestaurierter Brauereikomplex

Die fälschlicherweise der Brauerei zugeordnete Restauration Elysium mit Festsälen und Biergarten mit etwa 2000 Plätzen befand sich in der Landsberger Allee 40/41 (Ecke Petersburger Straße), im selben Haus wie die Flora-Lichtspiele, Eigentümer war Carl Eisermann. Die Gebäude wurden im Zweiten Weltkrieg zerstört.

## Entwicklung nach 1990
Ende der 1990er Jahre wurde in der Landsberger Allee auf dem ehemaligen Brauereigelände ein Hotel für die Astron-Gruppe mit 244 Zimmern und 111 Wohnungen fertiggestellt.
Von 1999 bis 2001 restaurierte der Hamburger Projektentwickler B&L Immobilien die Neue Mälzerei mit einem Investitionsaufwand von 14 Millionen Mark (kaufkraftbereinigt in heutiger Währung: rund 11,3 Millionen Euro). Hierbei entstanden auf 8.300 Quadratmetern unter dem Namen Forum Friedrichshain Loftflächen, Büros, Gastronomieeinrichtungen und Gewerberäume. Die ursprünglich zur Trocknung des Malzes genutzten Kuppelräume wurden zu Seminarräumen mit verschiebbaren Wänden umgebaut. Direkt angrenzend befanden sich bis 2015 die weiteren, teilweise stark verwitterten Gebäude der Brauerei.

## Teilabriss und Neubebauung seit 2014

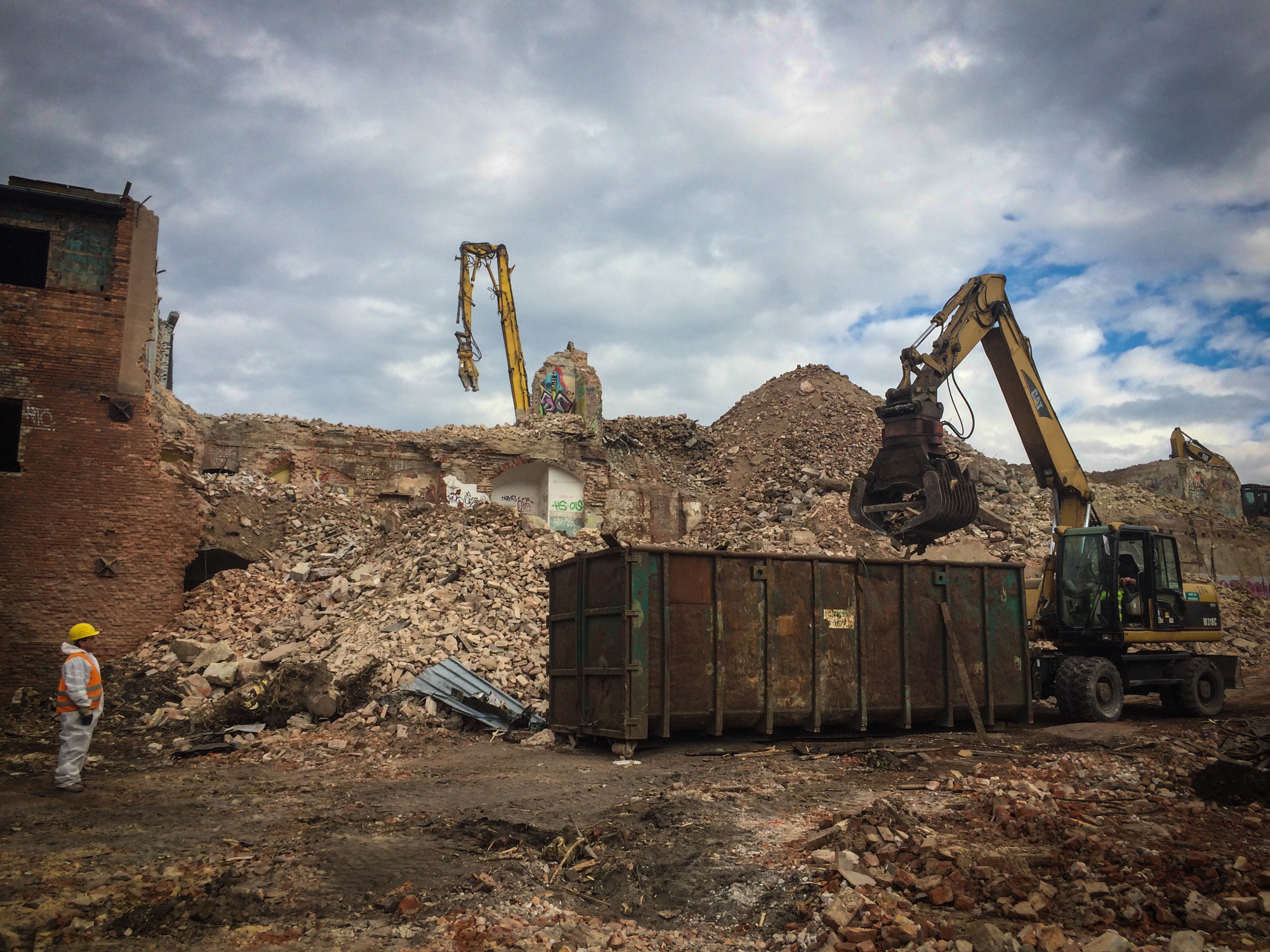
Abriss im April 2015, erster Abschnitt

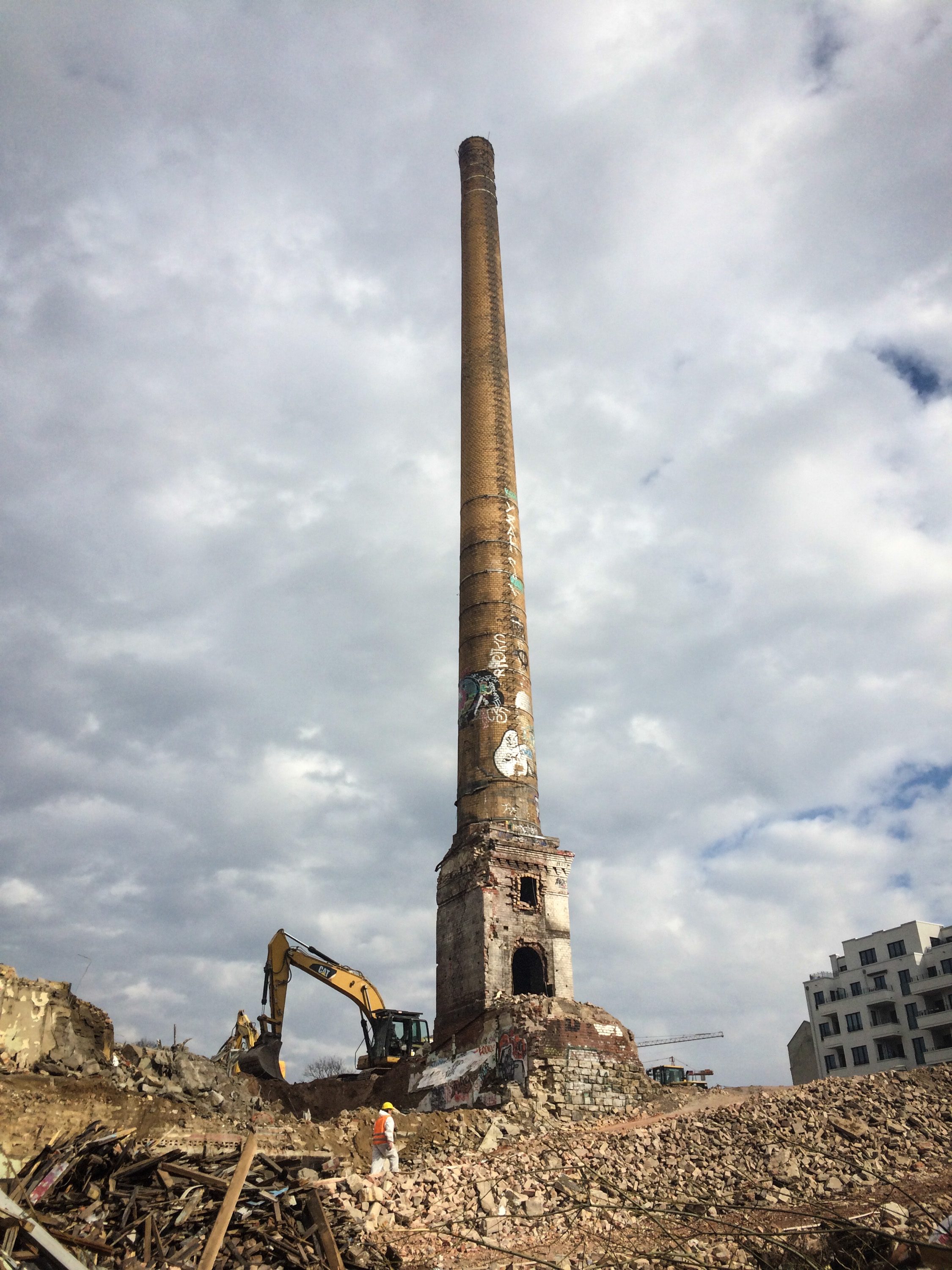
Abriss im April 2015, zweiter Abschnitt

Auf dem ehemaligen Brauereigelände zwischen Friedenstraße, Pufendorfstraße und Matthiasstraße entsteht das neue Quartier Friedrichshain Höfe. 400 Wohnungen mit einer Bruttogeschossfläche von ca. 42.000 Quadratmetern sollen bis 2016 fertiggestellt werden. Investor ist die B&L Real Estate GmbH aus Hamburg. Um das Areal neu zu bebauen, wurde im Frühjahr 2015 mit den Abrissarbeiten der leerstehenden Gebäude begonnen.
2018 einigte sich die B&L Gruppe mit dem Bezirk Friedrichshain-Kreuzberg sowie der landeseigenen Wohnungsbaugesellschaft Berlin-Mitte (WBM) auf eine Aufteilung des Areals nach dem Berliner Modell der kooperativen Baulandentwicklung, dass für Neubauprojekte unter anderem einen Anteil öffentlich geförderter und mietpreisgebundener Wohnungen auf mindestens 30 Prozent der Geschossfläche vorsieht. Der Bau von 200 öffentlich geförderten Mietwohnungen soll Anfang 2020 abgeschlossen sein.
Nach mehrjährigen Verzögerungen beim Baustart des eigenen Wohnungsbau-Projektes verkaufte die B&L-Gruppe als bisheriger Investor den verbleibenden Teil des Geländes im Frühjahr 2019 an den Kölner Projektentwickler Pandion. Auf einer Bruttogrundfläche von etwa 44.000 Quadratmetern plant dieser, bis 2022 insgesamt etwa 430 Wohnungen zu errichten. Der Baustart für den ersten Bauabschnitt mit 125 Wohnungen erfolgte im November 2019.
Die 3800 Quadratmeter des historischen Gewölbekellers des ehemaligen Böhmischen Brauhauses (jetzt Teil des Pandion Midtown Quartiers) wurden 2023 von Pandion an die Re.start Projects AG verkauft. Der neue Eigentümer plant hier urbane Sportmöglichkeiten, darunter eine Boulderhalle.